# モンフェルメイユ
モンフェルメイユ （Montfermeil）は、フランス、イル＝ド＝フランス地域圏、セーヌ＝サン＝ドニ県のコミューン。

## 地理
パリの東約17km、ボンディの森の台地、南側に位置する。

## 歴史

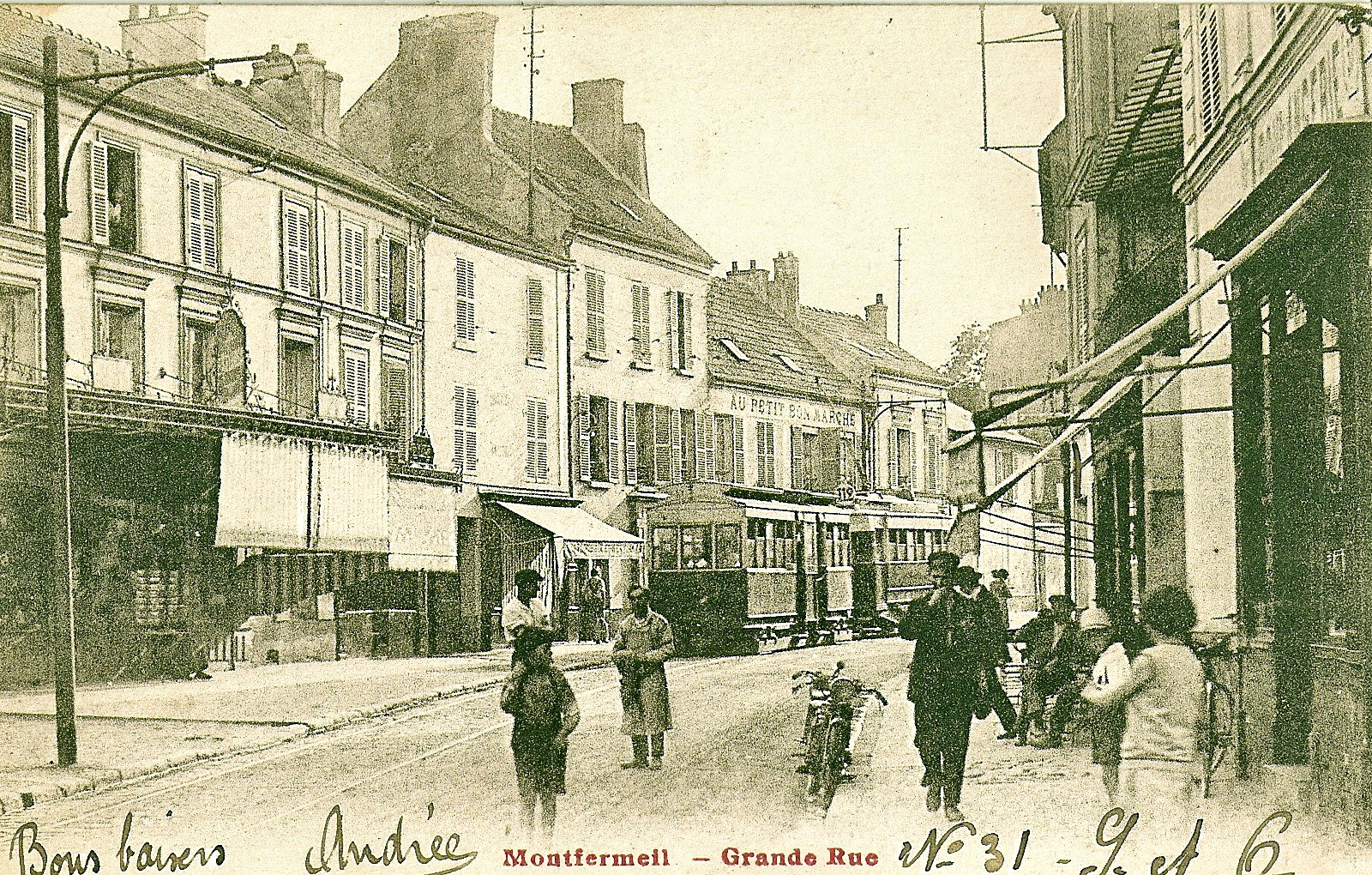
20世紀初頭のモンフェルメイユ

コミューン名の語源は、要塞化された山を意味するモンテン・フィルマクルム（Monten Firmaculum）である。公文書では、1122年にはMontéfirmo、1124年にはmontfermolioと記載された。
村はシェル修道院の領有となり、13世紀にはハンセン病患者収容施設があった。百年戦争中にはイングランドに占領されていた。1429年9月にはジャンヌ・ダルクが滞在した。
アンリ4世時代にサン＝ミシェル市が始まった。17世紀、ルイ14世の大臣ミシェル・ド・シャミヤールが城を建設した。1735年、モンフェルメイユの土地が高等法院の監督官オカールへ売却された。彼の子はのちにモンフェルメイユ侯爵となった。1782年、池を掘ってデ・セプティル（Des Sept îles、7つの島々）という荒地が干拓された。
モンフェルメイユが脚光を浴びるのは、ヴィクトル・ユーゴーの小説『レ・ミゼラブル』においてである。森へ通じる一本の道で、主人公ジャン・ヴァルジャンは幼いコゼットと出会うのである。
17世紀の城は1891年に開発業者へ売られ、その後1928年にコミューンが買い上げたがわずか数ヵ月後に解体された。

## 交通
2019年12月14日SNCF T4が開通した。
それまで、コミューンには、フランス国鉄、RER、メトロ、トラムのいずれも路線が通ってなく、最寄のRER E線の駅はシュネ＝ガニー駅であった。

## 人物
出身者
- ママドゥ・サマサ：サッカー選手
- サンバ・ディアキテ：サッカー選手
- ジョニー・プラシド：サッカー選手
- ラリ・マビアラ：サッカー選手
- セシル・ポステュー：フィギュアスケート選手
- ラファフェイラ・アンダーソン：ポルノ女優
- ラジ・リ：映画監督（出生地はマリ共和国）

ゆかりの人物
- アダム・イエジィ・チャルトリスキ：ポーランドの貴族、政治家、文筆家。当地で死去。

## 姉妹都市
- ヴスターハウゼン、ドイツ